# 야바

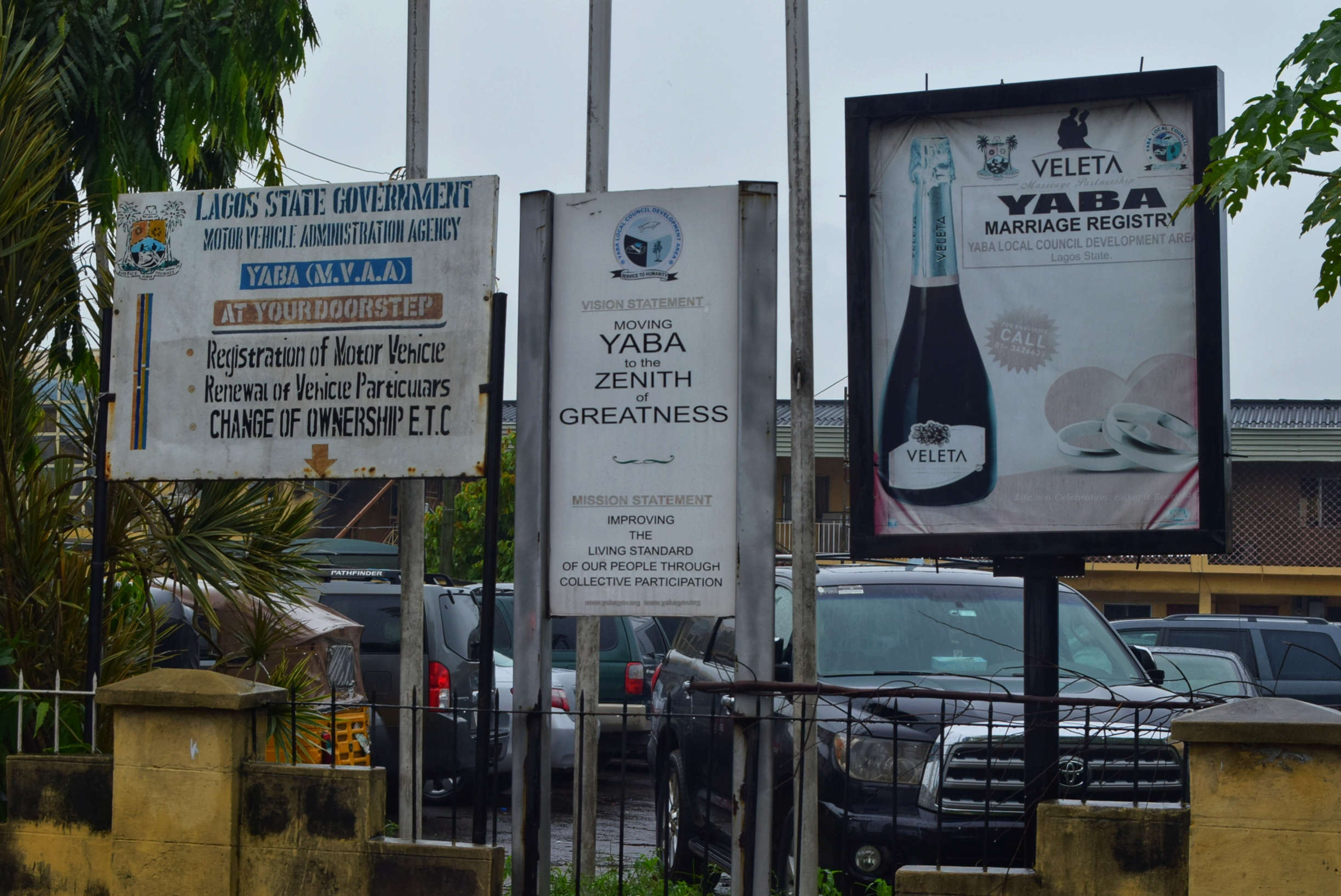

야바(Yaba)는 나이지리아 라고스주 라고스의 라고스 본토에 위치한 교외 지역이다. 이 지역에는 퀸스 칼리지(Queen's College), 나이지리아 의학 연구 연구소, 야바 기술 대학, 이그보비 대학, 라고스 대학교, 연방 과학 기술 대학, 연방 교육 대학(Federal College of Education) 등 여러 연방 정부 기관이 있다.
야바에는 테주오쇼 시장(Tejuosho Market)으로 알려진 라고스에서 가장 분주한 시장 중 하나가 있다. 오래된 테주오쇼 시장은 2008년에 철거되었고 2014년 말까지 현대적인 쇼핑 단지로 재건축되었다. 야바 시장 바로 맞은편에는 라고스 사람들에게 야바 레프트(Yaba Left)로 널리 알려진 정신병원이 있다.
야바는 Hotels.ng, Andela, Cc-Hub 등의 기술 스타트업이 경제에 긍정적인 영향을 미치는 아프리카 기술 르네상스의 중심지 중 하나이다. 라고스 메가시티 프로젝트의 일환으로 진행된 테주오쇼 시장 재개발로 인해 라고스 사람들의 주요 쇼핑 센터로 탈바꿈했다. 시장 단지에는 부티크, 식품점, 스포츠 센터 등 다양한 시설이 들어서 있다.